# Fyns Amt
Fyns Amt a fost până la 1 ianuarie 2007 un amt în Danemarca. Ocupă în principal insula Funen precum și insulele Langeland, Tåsinge, Ærø și o serie de insule mai mici.
1. ↑   https://www.retsinformation.dk/eli/lta/1970/110 Lipsește sau este vid: |title= (ajutor)